# Kliens
A kliens olyan számítógép vagy azon futó program, amelyik hozzáfér egy (távoli) szolgáltatáshoz, amelyet egy számítógép hálózathoz tartozó másik számítógép (a szerver) nyújt.
A kifejezést először eszközökre alkalmazták, amelyek nem rendelkeztek saját, önálló programmal, de hálózaton keresztül kapcsolatba tudtak lépni távoli számítógépekkel. Ezek voltak a buta terminálok, amelyek időosztásos nagyszámítógépek kliensei voltak.
Az interneten ma is használják a kliens-szerver modellt, amikor a felhasználó a hálózathoz való kapcsolódással internet protokollon keresztül egy távoli szolgáltatást vesz igénybe. A webböngészők (browser) is kliensek, mert webszerverekhez kapcsolódnak amelyekből weblapokat képesek megjeleníteni a monitorokon. A legtöbb ember az e-mailjeinek eléréséhez e-mail kliensként kapcsolódik az internetszolgáltatók által működtetett mail tároló szerverekhez. A különféle hálózati csevegő (online chat) programok számos, a csevegő programtól függő protokollt használó kliensen keresztül érhetők el.
Egyre inkább növekszik a különböző webszerverekhez csatlakozó kliensalkalmazások száma, amelyek úgynevezett "browser"-eket használnak, ezzel elkerülhető a nagyszámú, az alkalmazás és egy számítógép közötti programletöltés. Ezt a módszert – a letöltés elkerülését – alkalmazza, ugyan más okból, a webmail is.

## Kliensek típusai
A kliensek általában vagy "vastag kliens" (angol terminológiával thick client) vagy "vékony kliens" osztályokba sorolhatók, azonban az osztályokhoz való tartozás pontos definíciói nem egyértelműen meghatározottak.

### Vastag kliens
A vastag kliens (szokták még a kövér kliens vagy gazdag kliens nevet is használni) képes arra, hogy önmaga hajtson végre nagyobb adatmennyiségekkel feldolgozásokat, amikor a szerver inkább elsődleges tárolóként viselkedik. Ennek ellenére, a kifejezés inkább a számítógép szoftverére vonatkozik, és egyre inkább alkalmazzák hálózati számítógépek esetén, ahol a számítógép jelentős hálózati alkalmazásokat (is) futtat.
A 2000-es évek elejétől a gazdag kliens (angolul Rich Client) kifejezést eltérő értelemben kezdték el használni, mint a vastag klienst. Ennél a kliens architektúránál a szerver központi egységének a kihasználtsága sokkal kiegyenlítettebb, mint a többiek esetében. Maga a kliens tulajdonképpen vastag kliens, de jobban kihasználja a hálózati lehetőségeket a vékony klienshez hasonlóan, így tulajdonképpen egy vastag-vékony kliens hibrid. Lásd gazdag Internet alkalmazás és gazdag kliens platform.

### Vékony kliens
A vékony kliens (angol terminológiával: thin client) egy minimális eszközökkel rendelkező kliens. Ez a kliens típus a szükséges erőforrásokat is a távoli (host) gépen veszi igénybe. Egy vékony kliens feladata többnyire kimerül az alkalmazásszerver által küldött adatok grafikus megjelenítésében; a tényleges, nagy mennyiségű adat mozgatását, kezelését igénylő feladatot az alkalmazás szerver végzi el.
Például:
- Terminál gépeken keresztül elérhető alkalmazások
- Web böngészőben futó alkalmazások

### Hibrid kliens
A hibrid kliens egy keveréke a fenti kettő modellnek. Hasonlít a vastag klienshez, mivel lokálisan dolgozik, de számít a szerverre adattárolás miatt. Ez a megközelítés sajátosságokat kínál mind a vastag kliensből (multimédia támogatás, nagy teljesítmény), mind a vékony kliensből(erőteljes menedzselhetőség, rugalmasság).